# 6時制
6時制（ろくじせい）とは、タイ語で用いられ、かつてはラーオ語やクメール語でも用いられた、伝統的な時刻の表現法である。公式の24時制と併用されていた。
他の一般的な方式と同様に1日は24時間であるが、1日を6時間ずつの4つの部分に分け、それぞれを1時から6時までとする。それぞれの部分における時間（6時以外）には、1日の部分を指定する次の言葉が付けられる。
- 日中の前半（07:00 - 12:59） - ... mong chao (タイ語: ...โมงเช้า, [mōːŋ tɕʰáːw])
- 日中の後半（13:00 - 18:59） - Bai ... mong (บ่าย...โมง, [bàːj mōːŋ])
- 夜間の前半（19:00 - 00:59） - ... thum (...ทุ่ม, [tʰûm])
- 夜間の後半（01:00 - 06:59） - Ti ... (ตี..., [tīː])

これらの言葉は、伝統的な計時装置の音に由来すると考えられている。時報には、日中は銅鑼が、夜間は太鼓が使われた。よって、mongは銅鑼の音の、thumは太鼓の音のオノマトペである。Tiは「当たる」という意味であり、計時装置自体に当たる行為から生じたものと推定される。 chaoとbaiはそれぞれ「朝」と「昼」の意味であり、これにより日中の2つの部分を区別する。
各部分の6時には異なる言葉が用いられる。夜間の後半（早朝）の6時はyam rung (ย่ำรุ่ง, [jâm rûŋ])、日中の後半（夕方）の6時はyam kham (ย่ำค่ำ, [jâm kʰâm])と呼ばれる。yamは、銅鑼や太鼓を連続して叩いて昼と夜が変わるのを知らせる行為のことを指す。rungとkhamはそれぞれ夜明けと日暮れを意味する。日中の前半の6時（正午）はthiang (เที่ยง, [tʰîaːŋ])またはthiang wan, เที่ยงวัน, [tʰîaːŋ wān])、夜間の前半の6時（正子）はthiang khuen (เที่ยงคืน, [tʰîaːŋ kʰɯ̄ːn])と呼び、それぞれ文字通りに「真昼」「真夜中」の意味である。
真夜中はsong yam (สองยาม, [sɔ̌ːŋ jāːm])とも呼ばれる。ローマ字表記では同じyamだが、前記のyamとは別の単語である。これは、「夜の時計の2番目の3時間の終わり」という意味である（songは2の意味）。加えて、真夜中と早朝の6時については、他の1時から5時と同様のhok (6) thum、ti hokという呼び方もあるが、使われるのは稀である。日中の後半の4時から6時までは...mong yen (...โมงเย็น, [mōːŋ jēn])と呼ばれることもある。yenは夕方の意味である。
この仕組みは、アユタヤ王国の時代から何らかの形で使われてきたが、1901年にラーマ5世（チュラーロンコーン）によって、官報17:206により現在の形に成文化された。今日では、口語会話でのみ使用されている。ただし、6時制が一部崩壊した形が頻繁に現れる。すなわち、hok (6) mong chao、chet (7) mong、sip et (11) mongのように、日中の前半（その前の6時を含む）を12時制のように表現する。
6時制はラオスとカンボジアではフランスの保護国時代に廃止され、フランス語による24時制の時刻表記法が用いられている。
| 意味    | 6時制                | 6時制                            | 崩壊した6時制   | 崩壊した6時制          | 24時制       | 12時制   |
| 意味    | タイ語               | ローマ字表記                     | タイ語          | ローマ字表記           | 24時制       | 12時制   |
| ------- | -------------------- | -------------------------------- | --------------- | ---------------------- | ------------ | -------- |
| 早朝1時 | ตีหนึ่ง                 | ti nueng                         | ตีหนึ่ง            | ti nueng               | 01:00        | 1:00 am  |
| 早朝2時 | ตีสอง                 | ti song                          | ตีสอง            | ti song                | 02:00        | 2:00 am  |
| 早朝3時 | ตีสาม                 | ti sam                           | ตีสาม            | ti sam                 | 03:00        | 3:00 am  |
| 早朝4時 | ตีสี่                   | ti si                            | ตีสี่              | ti si                  | 04:00        | 4:00 am  |
| 早朝5時 | ตีห้า                  | ti ha                            | ตีห้า             | ti ha                  | 05:00        | 5:00 am  |
| 朝6時   | ตีหก, ย่ำรุ่ง            | ti hok, yam rung                 | หกโมงเช้า        | hok mong chao          | 06:00        | 6:00 am  |
| 朝1時   | โมงเช้า               | mong chao                        | เจ็ดโมง (เช้า)*   | chet mong (chao)*      | 07:00        | 7:00 am  |
| 朝2時   | สองโมงเช้า            | song mong chao                   | แปดโมง (เช้า)*   | paet mong (chao)*      | 08:00        | 8:00 am  |
| 朝3時   | สามโมงเช้า            | sam mong chao                    | เก้าโมง (เช้า)*   | kao mong (chao)*       | 09:00        | 9:00 am  |
| 朝4時   | สีโมงเช้า              | si mong chao                     | สิบโมง (เช้า)*    | sip mong (chao)*       | 10:00        | 10:00 am |
| 朝5時   | ห้าโมงเช้า             | ha mong chao                     | สิบเอ็ดโมง (เช้า)* | sip et mong (chao)*    | 11:00        | 11:00 am |
| 真昼    | เที่ยงวัน               | thiang wan                       | เที่ยงวัน          | thiang wan             | 12:00        | 12:00 pm |
| 昼1時   | บ่ายโมง               | bai mong                         | บ่ายโมง          | bai mong               | 13:00        | 1:00 pm  |
| 昼2時   | บ่ายสองโมง            | bai song mong                    | บ่ายสองโมง       | bai song mong          | 14:00        | 2:00 pm  |
| 昼3時   | บ่ายสามโมง            | bai sam mong                     | บ่ายสามโมง       | bai sam mong           | 15:00        | 3:00 pm  |
| 昼4時   | บ่ายสี่โมง              | bai si mong                      | บ่ายสี่โมง**       | bai si mong**          | 16:00        | 4:00 pm  |
| 昼5時   | บ่ายห้าโมง             | bai ha mong                      | บ่ายห้าโมง**      | bai ha mong**          | 17:00        | 5:00 pm  |
| 夕方6時 | หกโมงเย็น, ย่ำค่ำ       | hok mong yen, yam kham           | หกโมงเย็น        | hok mong yen           | 18:00        | 6:00 pm  |
| 夜1時   | หนึ่งทุ่ม                | nueng thum                       | หนึ่งทุ่ม           | nueng thum             | 19:00        | 7:00 pm  |
| 夜2時   | สองทุ่ม                | song thum                        | สองทุ่ม           | song thum              | 20:00        | 8:00 pm  |
| 夜3時   | สามทุ่ม                | sam thum                         | สามทุ่ม           | sam thum               | 21:00        | 9:00 pm  |
| 夜4時   | สี่ทุ่ม                  | si thum                          | สี่ทุ่ม             | si thum                | 22:00        | 10:00 pm |
| 夜5時   | ห้าทุ่ม                 | ha thum                          | ห้าทุ่ม            | ha thum                | 23:00        | 11:00 pm |
| 真夜中  | เที่ยงคืน, หกทุ่ม, สองยาม | thiang khuen, hok thum, song yam | เที่ยงคืน, หกทุ่ม    | thiang khuen, hok thum | 24:00, 00:00 | 12:00 am |

* chao (เช้า)という単語は、 7〜11の数字が他の場所で使用されていないため、ここではオプションである。
** 会話では、夕方とみなされた場合にsi mong yen (สี่โมงเย็น)やha mong yen (ห้าโมงเย็น)も使われる。